# 대야망 (1966년 영화)
대야망(The Blue Max)은 미국에서 제작된 존 길러민 감독의 1966년 모험, 드라마, 전쟁 영화이다. 조지 퍼파드 등이 주연으로 출연하였고 크리스찬 페리 등이 제작에 참여하였다.

## 출연

### 주연
- 조지 퍼파드
- 제임스 메이슨
- 우슬라 안드레스
- 제레미 켐프
- 칼 마이클 보글러

### 조연
- 안톤 디프링
- 해리 토우브
- 피터 우드토프
- 데릭 뉴워크
- 다렌 네스빗
- 로니 본 프리에들
- 프레드릭 폰 리드버
- 칼 쉘

## 제작진
- 프로듀서: 르네 듀폰트
- 미술: 윌프레드 싱글레톤
- 의상: 존 퍼니스
- 항공연출: 안소니 스퀴어

## 같이 보기
- 붉은 남작 (영화)